# Theriodontia
Die Theriodontia („Tierzähner“) sind Landwirbeltiere aus der Gruppe der Therapsiden. Zu ihnen gehören drei höher entwickelte, vor allem carnivore Gruppen. Aus einer von ihnen, den Cynodontia, gingen schließlich die Säugetiere hervor.

## Merkmale
Theriodonten waren klein bis mittelgroß und ähnelten entfernt den späteren Raubsäugern. Primitive Formen waren Fleisch- und Insektenfresser, einige fortschrittlichere lebten auch herbivor. Die Bezahnung ist raubtierhaft und schon differenziert, vorne Schneidezähne, ein oder mehrere Eckzähne, hinten Backenzähne, bei den primitiven Formen spitz, bei den höheren mit höckrigen Kauflächen versehen. Gaumenzähne waren nur selten vorhanden. Der Schädel war flach, das Maul breit, die Schädelbasis gerade, ohne Biegung wie bei den Anomodontia. Die Schnauzenoberkante lag horizontal mit den Nasenöffnungen. Der dorsale Fortsatz der Prämaxillare war verkürzt. Das Schädeldach verengte sich zwischen den Schädelfenstern und ist dort schmaler als die Breite zwischen den Orbita. Quadratum und Quadratojugale sind verkürzt und lagen in einer Vertiefung des Squamosum (Schuppenbein). Der Unterkiefer hatte einen Coronoidfortsatz und stellte, bei den neueren Formen, damit einen längeren Hebelarm und mehr Platz für den Musculus temporalis zur Verfügung. Das Unterkiefergelenk stand senkrecht zur Achse der Schädelbasis und lag auf Höhe des Hinterhauptgelenks und der Zahnreihe. Die der Dentale folgenden Unterkieferknochen waren reduziert, die Eckzähne des Unterkiefers in Relation zu denen des Oberkiefers länger als bei vorangegangenen Taxa. Die Beine standen senkrecht unter dem Körper und ermöglichten den Tieren einen schnellen Lauf.
In dieser Gruppe entwickelten sich säugerähnliche Körperproportionen mit einem stark rückgebildeten Schwanz und eine höhere Stoffwechselrate mit Endothermie.

## Systematik
- Theriodontia
  - Gorgonopsia
  - Eutheriodontia
    - Therocephalia
    - Cynodontia
      - Säugetiere (Mammalia)